# Franz Berberich

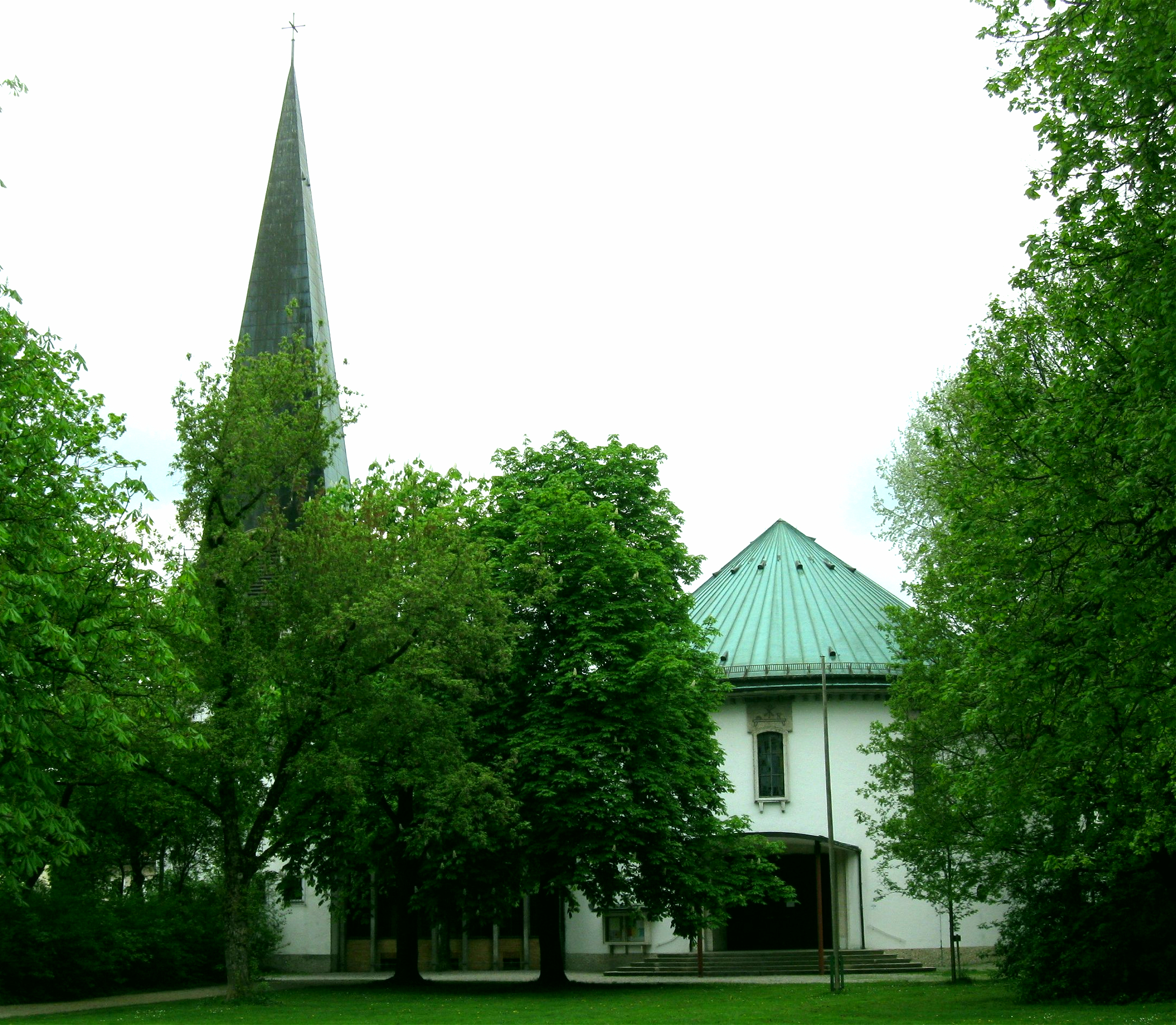
Pfarrkirche St. Joachim (München), 1955–56

Pfarrkirche St. Joachim (München), innen

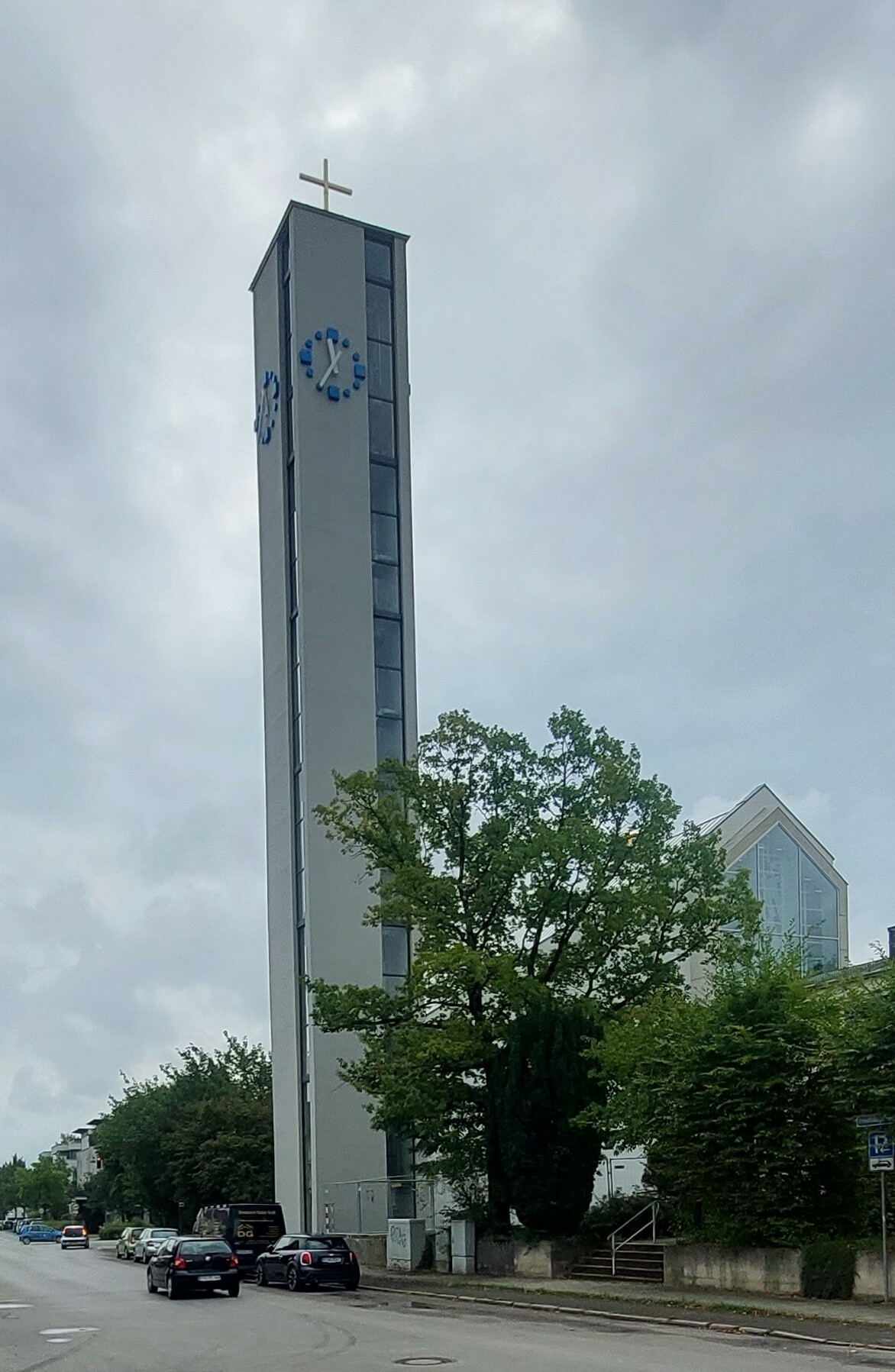
St. Bernhard, Fürstenfeldbruck

Franz Berberich (* um 1905; † 19. Februar 1996) war ein deutscher Architekt und Bildhauer. 

## Werdegang
Ab 1929 studierte Berberich Architektur unter anderem bei Bestelmeyer, Abel, Fischer und Döllgast an der Technischen Hochschule München.  In der Nachkriegszeit leistete er durch seine Arbeit wichtige Beiträge zum Wiederaufbau von Kirchengemeinden und im Wohnungsbau. Ab 1968 betätigte sich Berberich vornehmlich als Bildhauer und schuf neben Plastiken auch Bronzearbeiten an Kirchenportalen und Friedhofskapellen. Das Ehrenkreuz der Deutschen Mutter, kurz Mutterkreuz genannt, wurde von Berberich entworfen.

## Franz-Berberich-Preis
Die Technische Universität München fördert jährlich herausragende Ergebnisse mit Projektcharakter. Das Preisgeld beträgt mindestens 1000 Euro. Die dazugehörige Franz-Berberich-Stiftung wurde 1992 ins Leben gerufen.

## Werke
Architektur
- Wiederaufbau des Wohn- und Geschäftshauses Viktualienmarkt 5 in München-Altstadt, 1948/49, in den erhaltenen Außenmauern von 1898/99,[3] siehe auch Liste der Baudenkmäler in der Münchner Altstadt
- Pfarrkirche St. Joachim in München-Obersendling, 1955/56 von Franz Berberich[4] oder von ihm und Oskar Haßlauer,[3] siehe auch Liste der Baudenkmäler in Obersendling
- Pfarrkirche St. Bernhard, Fürstenfeldbruck, 1964[5]

Bildhauerei
- Entwurf des Mutterkreuzes (1938)[6]
- Bronzetüren des Nordportals (1985/86) und des Südportals (1986) der Kirche St. Stephan in München-Isarvorstadt, beide vom Künstler signiert und datiert
- Bronzetüren des Südportals (1987/88) der Kirche Heilige Familie in München-Harlaching, vom Künstler signiert und datiert. Hinzu kommen weitere Arbeiten im Innern der Kirche.[7]
- Bronzetüren des Nordwestportals der Mariahilfkirche in München-Au

Schriften
- Führer durch den Dom zu U. L. Frau in München. Mit Bildern nach Aufnahmen des Verfassers. Graphische Kunstanstalt, München 1932, DNB 572234333.

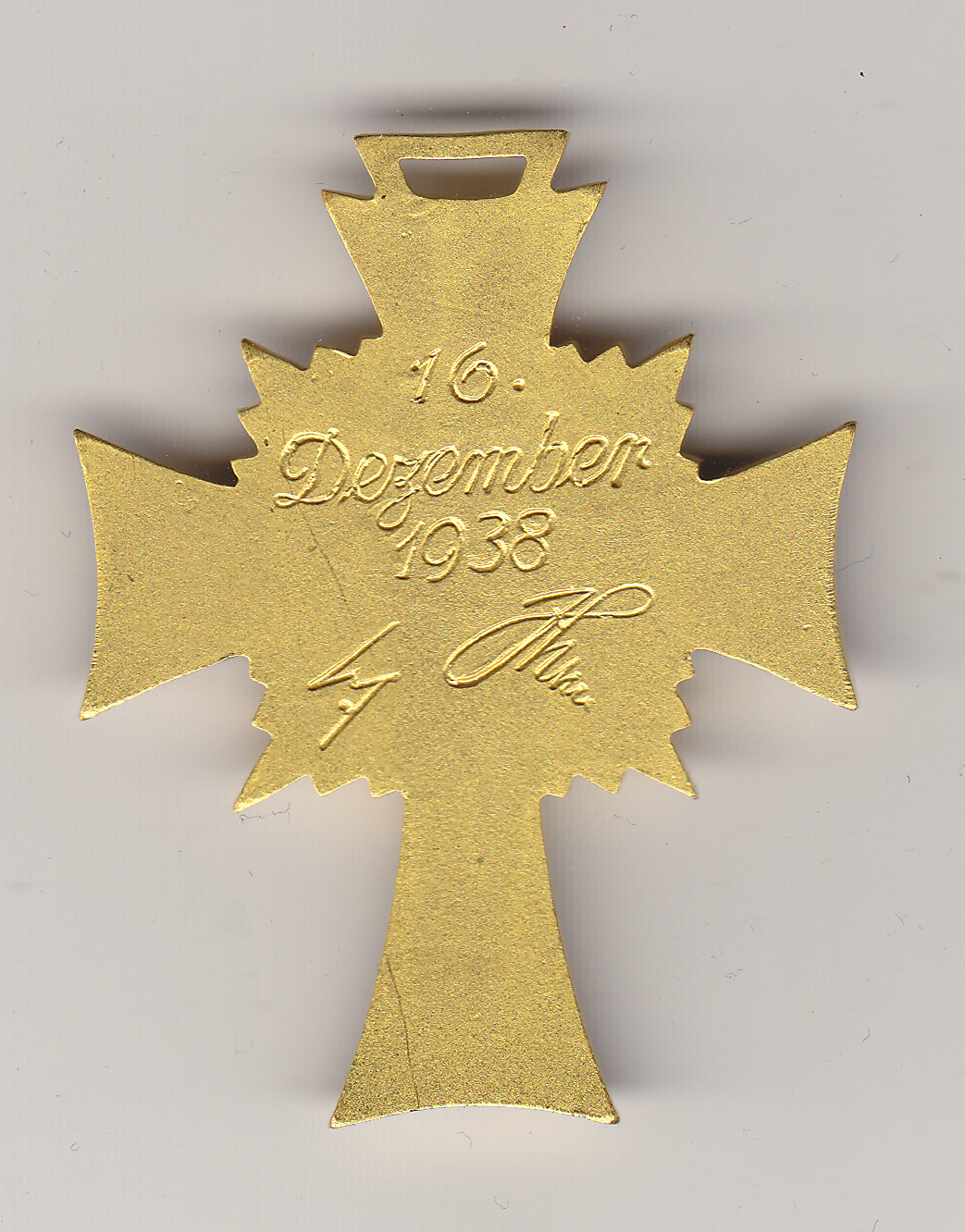
Mutterkreuz, 1938 entworfen von Franz Berberich (Rückseite)
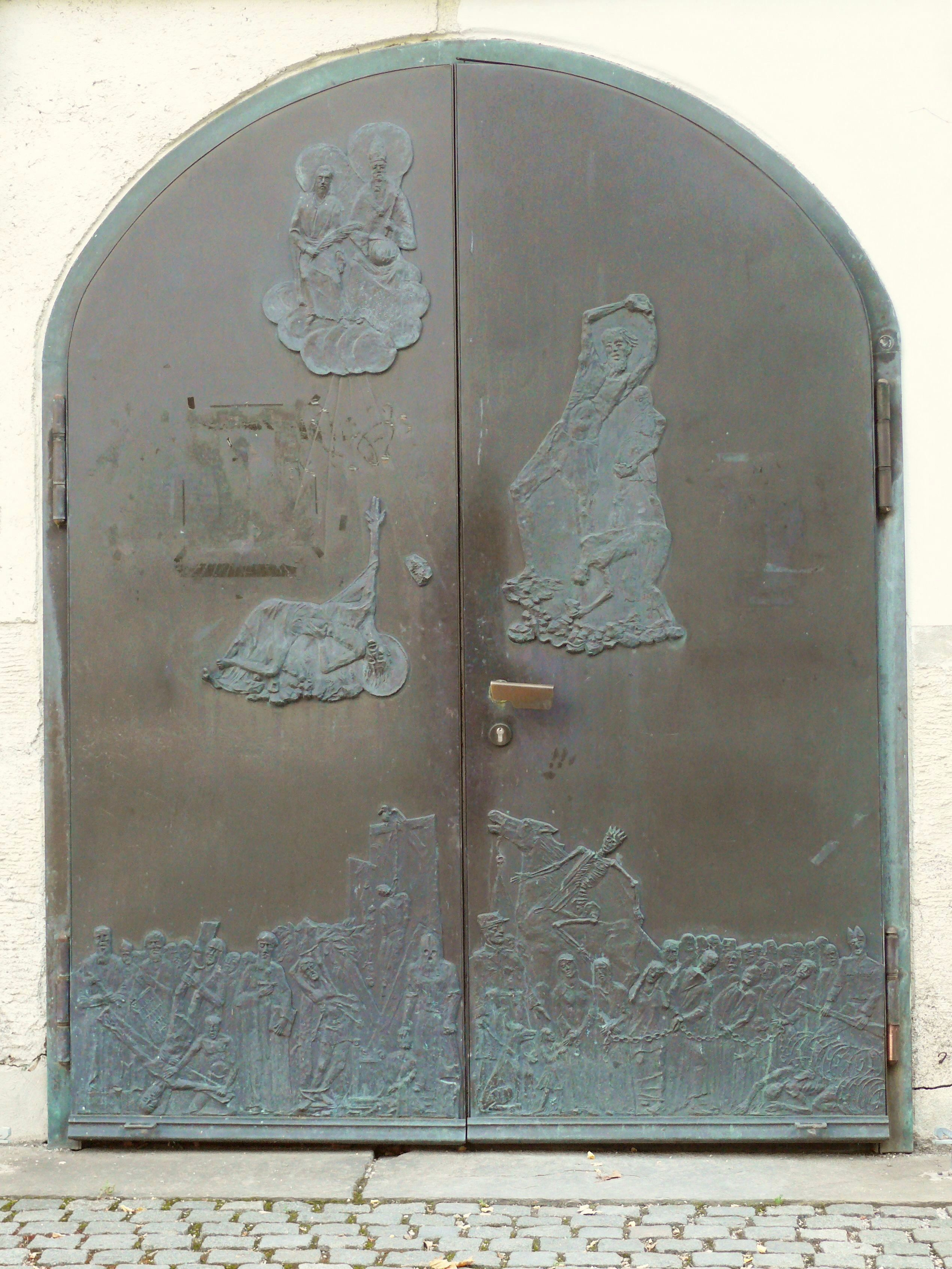
St. Stephan (München), Nordportal, 1985–86
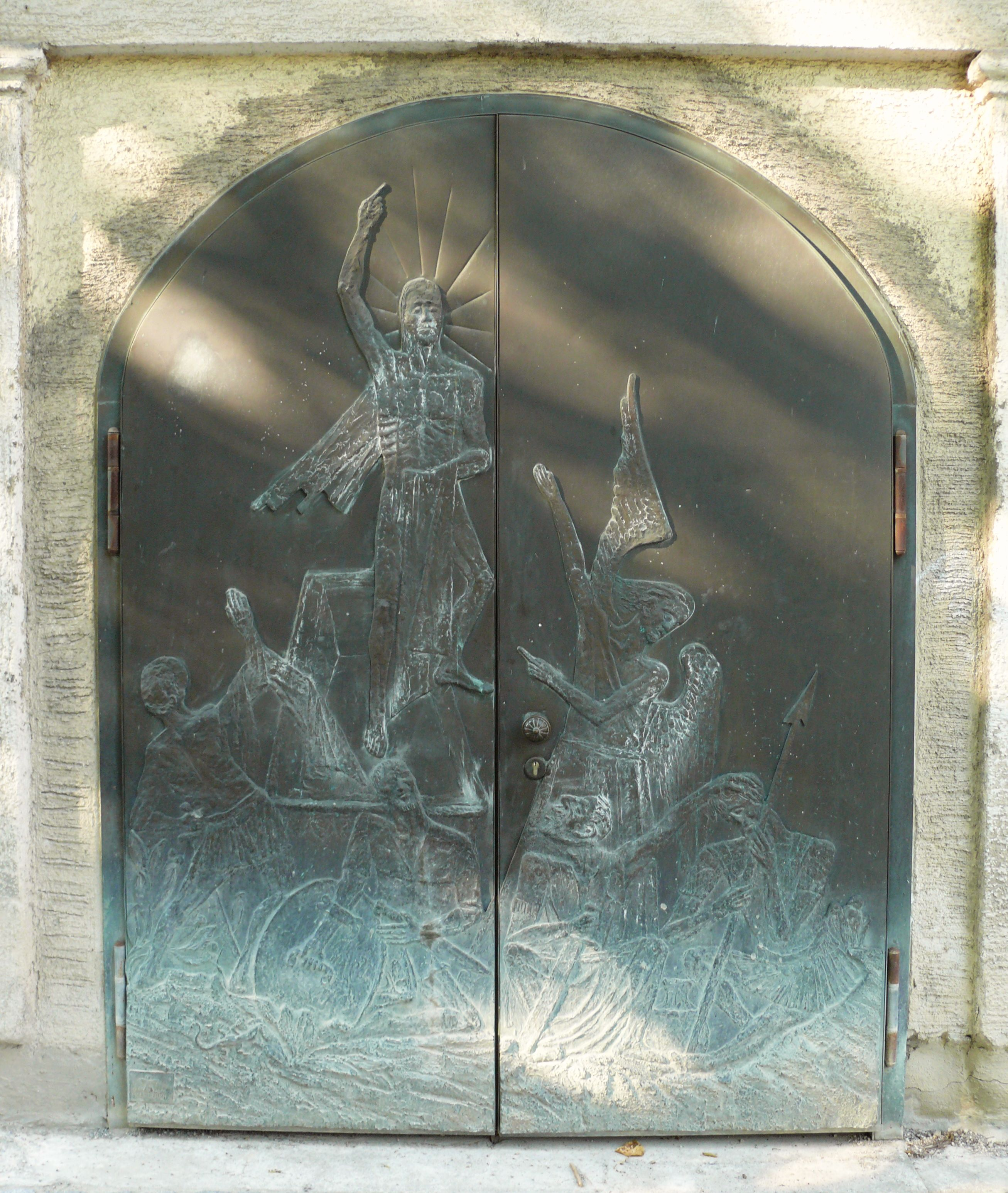
St. Stephan (München), Südportal, 1986
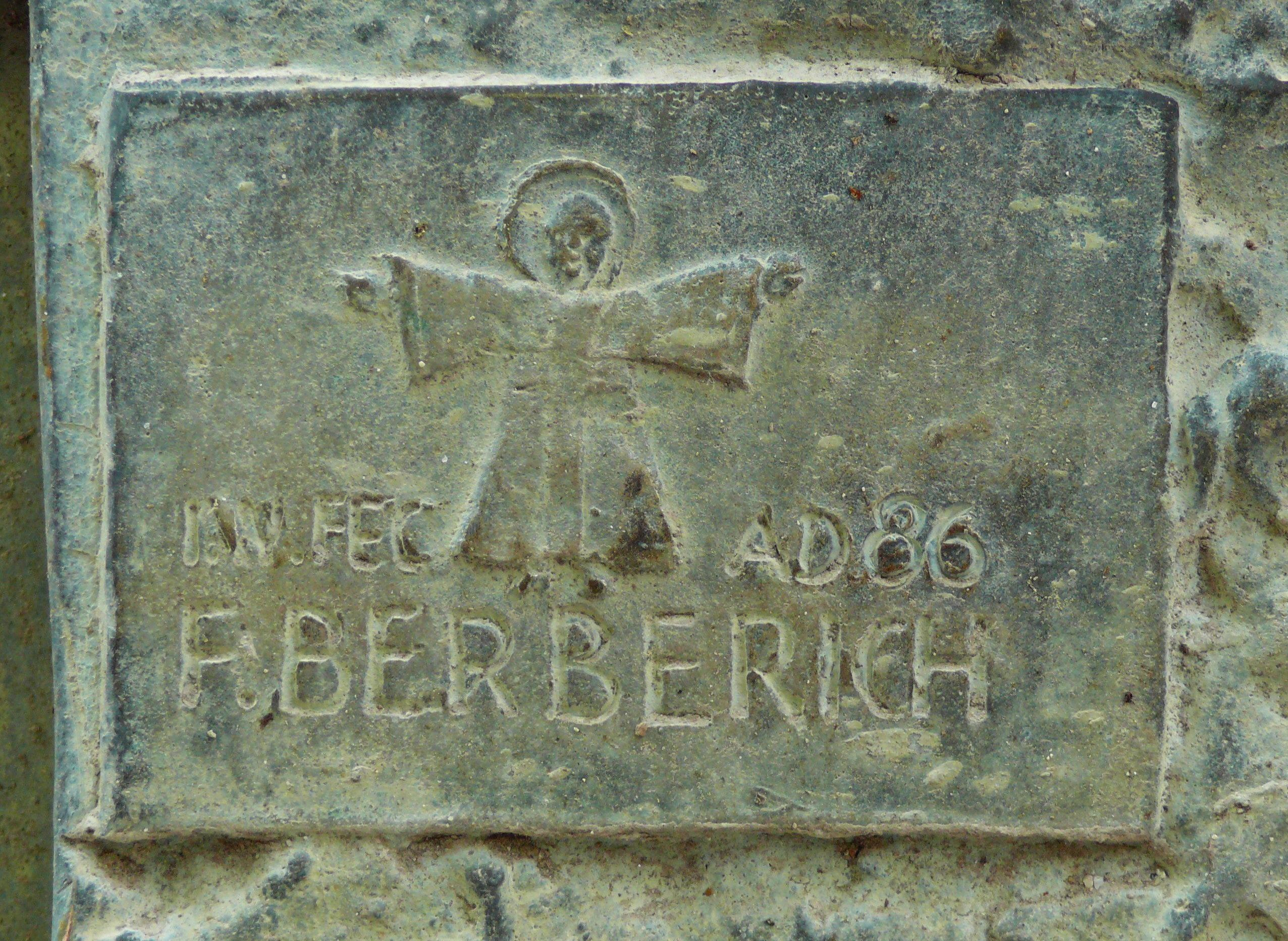
Künstlersignatur
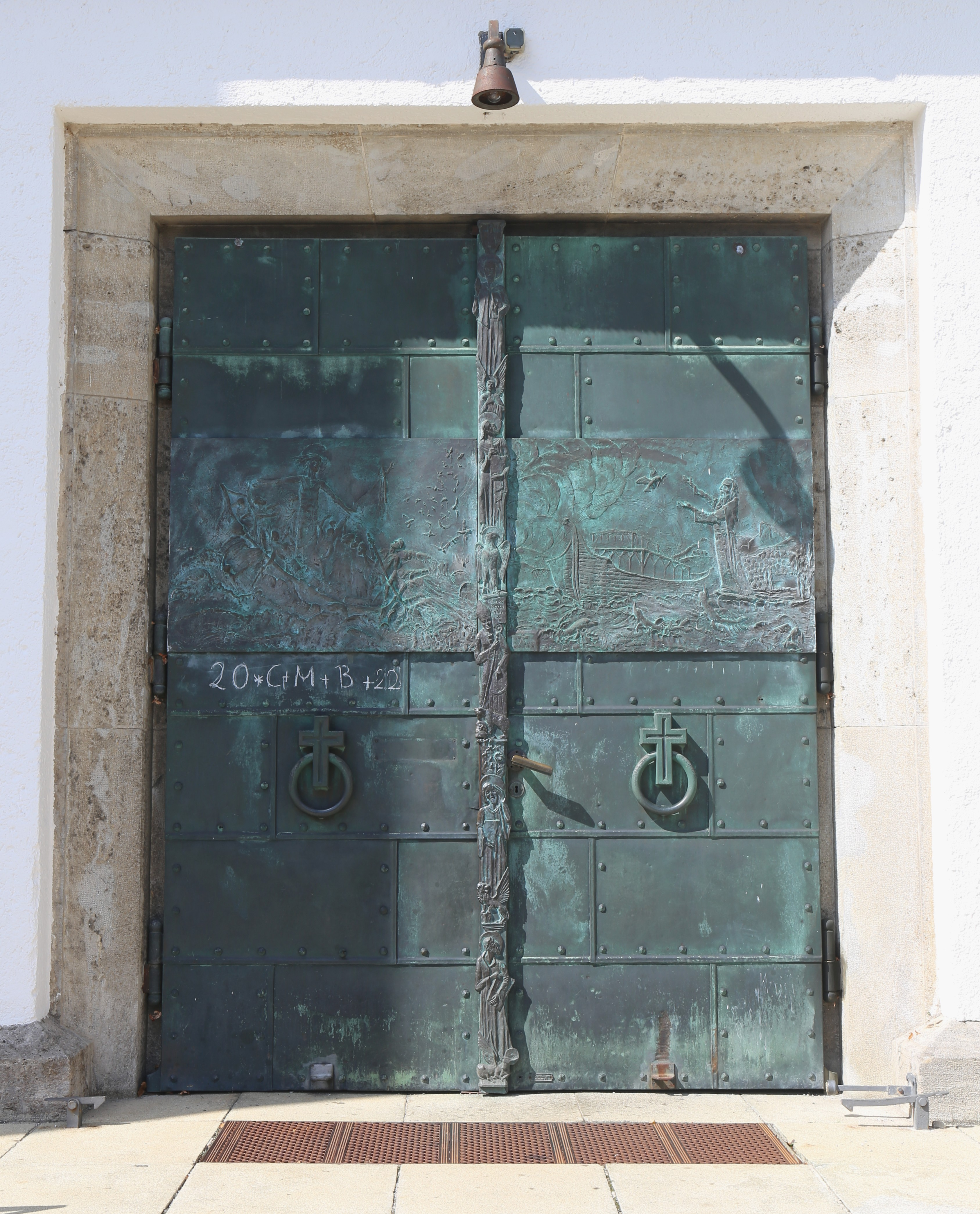
Heilige Familie, München, Südportal, 1987/88